# Olaya
Olaya là một khu tự quản thuộc tỉnh Antioquia, Colombia. Thủ phủ của khu tự quản Olaya đóng tại Olaya Khu tự quản Olaya có diện tích 160 ki lô mét vuông. Đến thời điểm ngày 28 tháng 5 năm 2005, khu tự quản Olaya có dân số 2516 người.